# Плавание на летних Олимпийских играх 2024 — эстафета 4×200 метров вольным стилем (женщины)
Соревнования по плаванию в эстафете 4×200 метров вольным стилем у женщин на летних Олимпийских играх 2024 года прошли 1 августа в спортивном комплексе Пари-Ла-Дефанс Арена. В соревнованиях приняли участие 73 спортсменки, представлявших 16 команд.

## Призёры
| Золото | Серебро | Бронза                                                                            |
| Австралия · Молли О’Каллаган · Лани Паллистер · Брайанна Тросселл · Ариарн Титмус · Джейми Перкинс · Шейна Джек · | США · Клэр Вайнштейн · Пейдж Мэдден · Кэти Ледеки · Эрин Геммелл · Анна Пепловски · Симоне Мануэль · Алекс Шэкелл | Канада · Ян Цзюньсюань · Ли Бинцзе · Гэ Чутун · Лю Ясинь · Тан Мухань · Кун Яци · |

## Расписание
Время местное (UTC+1)
| Дата      | Время | Раунд                   |
| --------- | ----- | ----------------------- |
| 1 августа | 10:00 | Предварительные заплывы |
| 1 августа | 20:30 | Финал                   |

## Рекорды
До начала летних Олимпийских игр 2024 года мировой и олимпийский рекорды были следующими:
| Мировой рекорд     | Австралия Молли О’Каллаган Шейна Джек Брайанна Тросселл Ариарне Титмус | 7.37.50 | Фукуока | 27 июля 2023 |
| Олимпийский рекорд | КНР Ян Цзюньсюань Тан Мухань Чжан Юйфэй Ли Бинцзе                      | 7.40,33 | Токио   | 30 июля 2021 |

## Результаты

### Предварительные заплывы
В финал проходят 8 команд, показавших лучшее время, независимо от места, занятого в своём заплыве.
| Место | Заплыв | Дорожка | Страна         | Спортсмены | Время   | Примечания |
| ----- | ------ | ------- | -------------- | --- | ------- | ---------- |
| 1     | 2      | 4       | Австралия      | Лани Паллистер (1.55,74) Джейми Перкинс (1.56,78) Брайанна Тросселл (1.55,82) Шейна Джек (1.57,29)                    | 7.45,63 | Q          |
| 2     | 2      | 2       | Венгрия        | Николетт Падар (1.57,82) Лилла Минна Абрахам (1.57,48) Айна Кешей (1.58,97) Панна Уграи (1.57,98)                     | 7.52,25 | Q          |
| 3     | 2      | 5       | Китай          | Тан Мухань (1.59,31) Кун Яци (1.59,33) Гэ Чутун (1.57,88) Лю Ясинь (1.55,84)                                          | 7.52,36 | Q          |
| 4     | 1      | 4       | США            | Анна Пепловски (1.57,98) Эрин Геммелл (1.56,77) Симоне Мануэль (1.58,50) Алекс Шэкелл (1.59,47)                       | 7.52,72 | Q          |
| 5     | 1      | 3       | Бразилия       | Мария Фернанда Коста (1.56,89) Стефани Балдуччини (1.57,93) Мария Паула Хейтман (1.59,43) Габриэль Ронкатто (1.58,56) | 7.52,81 | Q          |
| 6     | 2      | 3       | Канада         | Эмма О’Кройнин (2.00,27) Элла Янсен (1.58,25) Жюли Бруссо (1.57,93) Мэри-Софи Харви (1.56,58)                         | 7.53,03 | Q          |
| 7     | 1      | 5       | Великобритания | Фрея Андерсон (1.57,31) Эбби Вуд (1.57,15) Люси Хоуп (1.59,29) Меди Харрис (1.59,74)                                  | 7.53,49 | Q          |
| 8     | 1      | 6       | Новая Зеландия | Эрика Фэруэтер (1.56,04) Ева Томас (1.59,29) Кейтлин Динс (1.59,11) Латисия-Ли Трансом (1.59,93)                      | 7.54,37 | Q          |
| 9     | 2      | 1       | Италия         | София Морини (1.58,26) Джулия Д’Инноченцо (1.58,43) Матильда Бьяджотти (1.59,23) Джулия Рамателли (1.59,37)           | 7.55,29 |            |
| 10    | 1      | 1       | Германия       | Изабель Мария Гозе (1.58,63) Николь Майер (1.58,76) Юлия Мрозински (1.59,64) Неле Шульце (1.58,54)                    | 7.55,57 |            |
| 11    | 2      | 7       | Израиль        | Анастасия Горбенко (1.58,30) Дарья Головати (1.58,02) Айла Спитц (2.01,02) Леа Полонски (1.58,65)                     | 7.55,99 |            |
| 12    | 2      | 6       | Нидерланды     | Янна ван Котен (1.59,86) Имани де Йонг (2.00,74) Силке Холкенборг (2.00,19) Маррит Стенберген (1.56,79)               | 7.57,58 |            |
| 13    | 1      | 2       | Япония         | Нагиса Икэмото (1.58,68) Вака Кобори (1.58,53) Хироко Макино (2.00,68) Рио Сираи (2.01,21)                            | 7.59,10 |            |
| 14    | 1      | 7       | Франция        | Люсиль Тессарьоль (2.00,01) Ассия Туати (2.00,11) Марина Жель (1.59,61) Анастасия Кирпичникова (2.00,25)              | 7.59,98 |            |
| 15    | 2      | 8       | Испания        | Мария Даса (2.01,42) Альба Эрреро (1.59,43) Паула Хусте (1.59,54) Айноа Кампабадаль (1.59,84)                         | 8.00,23 |            |
| 16    | 1      | 8       | Турция         | Гизем Гювенч (1.59,72) Эла Наз Оздемир (2.00,99) Эджем Дёнмез (2.01,55) Зехра Бильгин (2.02,92)                       | 8.05,18 |            |

### Финал
| Место | Дорожка | Страна         | Спортсмены | Время   | Примечания |
| ----- | ------- | -------------- | --- | ------- | ---------- |
| 1     | 4       | Австралия      | Молли О’Каллаган (1.53,52) Лани Паллистер (1.55,61) Брайанна Тросселл (1.56,00) Ариарне Титмус (1.52,95)                  | 7.38,08 | OR         |
| 2     | 6       | США            | Клэр Вайнштейн (1.54,88) Пейдж Мэдден (1.55,65) Кэти Ледеки (1.54,93) Эрин Геммелл (1.55,40)                              | 7.40,86 |            |
| 3     | 3       | Китай          | Ян Цзюньсюань (1.54,52) Ли Бинцзе (1.55,05) Гэ Чутун (1.57,45) Лю Ясинь (1.55,32)                                         | 7.42,34 |            |
| 4     | 7       | Канада         | Мэри-Софи Харви (1.56,33) Элла Янсен (1.57,50) Саммер Макинтош (1.53,97) Жюли Бруссо (1.58,25)                            | 7.46,05 |            |
| 5     | 1       | Великобритания | Фрея Колберт (1.55,95) Эбби Вуд (1.56,57) Фрея Андерсон (1.56,15) Люси Хоуп (1.59,56)                                     | 7.48,23 |            |
| 6     | 5       | Венгрия        | Николетт Падар (1.56,14) Лилла Минна Абрахам (1.57,23) Айна Кешей (1.59,45) Панна Уграи (1.57,70)                         | 7.50,52 |            |
| 7     | 2       | Бразилия       | Мария Фернанда Коста (1.56,06 SAR) Стефани Балдуччини (1.57,32) Мария Паула Хейтман (2.00,54) Габриэль Ронкатто (1.58,98) | 7.52,90 |            |
| 8     | 8       | Новая Зеландия | Эрика Фэруэтер (1.56,82) Ева Томас (1.59,48) Кейтлин Динс (1.59,79) Латисия-Ли Трансом (1.59,80)                          | 7.55,89 |            |